# Jean Pyerre
Jean Pyerre Casagrande Silveira Correa dit Jean Pyerre, né le 7 mai 1998 à Alvorada au Brésil, est un footballeur brésilien qui évolue au poste de milieu offensif au Ituano FC.

## Biographie

### Grêmio
Natif d'Alvorada au Brésil, Jean Pyerre est formé par Grêmio qu'il rejoint en 2008. Jean Pyerre joue son premier match en professionnel le 14 août 2017, lors d'une rencontre de championnat face au Botafogo FR. Entré en jeu ce jour-là, il voit son équipe s'incliner sur le score de un but à zéro. Le 3 décembre de la même année il marque son premier but en professionnel face à l'Atlético Mineiro. Il délivre également une passe décisive lors de cette rencontre qui se solde par la défaite des siens sur le score de quatre buts à trois.
Le 15 août 2019 Jean Pyerre prolonge son contrat avec son club formateur, le liant avec Grêmio jusqu'en décembre 2023. En octobre 2019 un intérêt de l'AS Monaco pour le joueur est évoqué en vue du mercato hivernal. Mais il reste finalement à Grêmio. En avril 2021 ce sont les Whitecaps de Vancouver qui s'intéressent à lui, mais l'offre pour le joueur est refusée par Grêmio.

### Ituano FC
En janvier 2024, Jean Pyerre rejoint le Ituano FC. Il signe un contrat d'un an, jusqu'en décembre 2024.